# Lijst van voetbalinterlands België - Noorwegen
Deze lijst van voetbalinterlands is een overzicht van alle officiële voetbalwedstrijden tussen de nationale teams van België en Noorwegen. De landen hebben tot op heden negen keer tegen elkaar gespeeld. De eerste wedstrijd, een kwalificatiewedstrijd voor het Wereldkampioenschap voetbal 1974, was op 4 oktober 1972 in Oslo. Het laatste duel, een vriendschappelijke ontmoeting, vond plaats op 5 juni 2016 in Brussel.

## Wedstrijden
| № | Plaats  | Datum             | Competitie           | Wedstrijd          | Uitslag |
| - | ------- | ----------------- | -------------------- | ------------------ | ------- |
| 1 | Oslo    | 4 oktober 1972    | WK 1974 kwalificatie | Noorwegen − België | 0 − 2   |
| 2 | Brussel | 31 oktober 1973   | WK 1974 kwalificatie | België − Noorwegen | 2 − 0   |
| 3 | Lokeren | 20 september 1978 | EK 1980 kwalificatie | België − Noorwegen | 1 − 1   |
| 4 | Oslo    | 12 september 1979 | EK 1980 kwalificatie | Noorwegen − België | 1 − 2   |
| 5 | Brussel | 25 maart 1998     | Vriendschappelijk    | België − Noorwegen | 2 − 2   |
| 6 | Oslo    | 26 april 2000     | Vriendschappelijk    | Noorwegen − België | 0 − 2   |
| 7 | Brussel | 13 februari 2002  | Vriendschappelijk    | België − Noorwegen | 1 − 0   |
| 8 | Oslo    | 18 augustus 2004  | Vriendschappelijk    | Noorwegen − België | 2 − 2   |
| 9 | Brussel | 5 juni 2016       | Vriendschappelijk    | België - Noorwegen | 3 − 2   |

## Samenvatting
| Competitie        | Totaal gespeeld | Winst België | Gelijk | Winst Noorwegen | Doelsaldo België – Noorwegen |
| ----------------- | --------------- | ------------ | ------ | --------------- | ---------------------------- |
| WK-kwalificatie   | 2               | 2            | 0      | 0               | 4 − 0                        |
| EK-kwalificatie   | 2               | 1            | 1      | 0               | 3 − 2                        |
| Vriendschappelijk | 5               | 3            | 2      | 0               | 10 − 6                       |
| Totaal            | 9               | 6            | 3      | 0               | 17 − 8                       |

Wedstrijden bepaald door strafschoppen worden, in lijn met de FIFA, als een gelijkspel gerekend.

## Details

### Vijfde ontmoeting
| Vriendschappelijk (Brussel, België, 25 maart 1998): |              | |
| België | 2 – 2        | Noorwegen |
| Franky Van der Elst 8' Marc Wilmots 65' | goals        | 11' Vidar Riseth 70' Ole Gunnar Solskjær |
| Georges Leekens | bondscoach   | Egil Olsen |
| Dany Verlinden Eric Deflandre 46' Glen De Boeck 81' Eric Van Meir Nico Van Kerckhoven Gert Verheyen Lorenzo Staelens Franky Van der Elst Danny Boffin 77' Marc Wilmots Luis Oliveira 77' | opstellingen | Thomas Gill Gunnar Halle Henning Berg Erik Hoftun Bent Skammelsrud 81' Vidar Riseth 68' Roar Strand 68' Erik Mykland Øyvind Leonhardsen 46' Håvard Flo Tore André Flo |
| Tjörven De Brul 46' Philippe Léonard 77' Mbo Mpenza 77' Philippe Clement 81' | wissels      | 46' Ole Gunnar Solskjær 68' Alf-Inge Håland 68' Trond Egil Soltvedt 81' Egil Østenstad                                                                                |
| Tjörven De Brul 59' | gele kaarten | 50' Roar Strand |
| - Debuut van Dany Verlinden, Tjörven De Brul (beiden Club Brugge) en Philippe Clement (KRC Genk) voor België.                                                                            |              | |

### Zevende ontmoeting
| Vriendschappelijk (Brussel, België, 13 februari 2002): |              | |
| België | 1 – 0        | Noorwegen |
| Stefaan Tanghe 84' | goals        | |
| Robert Waseige | bondscoach   | Nils Johan Semb |
| Geert De Vlieger Eric Deflandre 46' Eric Van Meir Daniel Van Buyten Nico Van Kerckhoven 84' Gert Verheyen Timmy Simons 72' Walter Baseggio Danny Boffin 46' Marc Wilmots 46' Wesley Sonck 77' | opstellingen | Thomas Myhre Christer Basma 58' Henning Berg Bård Borgersen André Bergdølmo Øyvind Leonhardsen Trond Andersen 62' Steffen Iversen John Arne Riise 66' John Carew 73' Ole Gunnar Solskjær |
| Philippe Clement 46' Bart Goor 46' Stefaan Tanghe 46' Yves Vanderhaeghe 72' Sven Vermant 77' Jacky Peeters 84' Frédéric Herpoel                                                               | wissels      | 62' Roar Strand 58' Vidar Riseth 66' Tore André Flo 73' Jan Derek Sørensen Espen Johnsen Tommy Svindal Larsen                                                                            |

### Negende ontmoeting
| Vriendschappelijk (Brussel, België, 5 juni 2016):  |       |                                   |
| België                                             | 3 – 2 | Noorwegen                         |
| Romelu Lukaku 3' Eden Hazard 70' Laurent Ciman 73' | goals | 21' Joshua King 48' Veton Berisha |